# Arkadijus Gotesmanas
Arkadijus Gotesmanas (* 11. November 1959 in der Ukrainischen SSR) ist ein litauischer Jazz- und Improvisationsmusiker (Schlagzeug, Perkussion), der auch unter dem Namen Arkadij Gotesman bekannt ist.

## Leben und Wirken
Gotesmanas zog als Kind mit seiner Familie nach Tula, wo er Akkordeon an der Musikschule lernte und anschließend Oboe und Fagott an der Musikhochschule studierte. Arkadi war auch fünf Jahre lang Schüler des örtlichen Orchesters. Während er dort spielte, beschloss er, zum Schlagzeug zu wechseln. 1979 zog er nach Vilnius und schloss sein Studium als Schlagzeuger am Juozas-Tallat-Kelpša-Konservatorium Vilnius ab.
Gotesman wurde Teil der litauischen Jazz- und zeitgenössischen Musikszene. Von 1980 bis 1989 arbeitete er in der Gruppe Trimitas (auch bekannt als Oktava) unter der Leitung von Mindaugas Tamošiūnas; mit dem Ensemble trat er in der Sowjetunion, aber auch in Skandinavien, Afrika, Kuba und der Mongolei auf. In den späten 1980er Jahren war er zudem Mitglied des Trios von Gintautas Abarius und nahm mit der Band und der Sängerin Marina Granovskaja einige Mainstream-Jazz-Alben auf. 1989 gründete er ein Duo mit dem Saxophonisten Petras Vysniauskas, mit dem er auch auf vielen europäischen Jazzfestivals auftrat; 2003 wurde das Duo reaktiviert.
Zwischen 1993 und 1995 lebte Gotesman in Israel. 1993 trat er beim Vilnius Jazz Festival mit Vyacheslav Ganelin und Vyšniauskas (als Trio Alliance) auf. Das Trio Alliance tourte 1995 in Europa, bei einzelnen Konzerten erweitert um die griechische Tänzerin Anastasia Lyra und den klassischen Sänger Vladimiras Prudnikovas. Des Weiteren arbeitete er mit Davidas Geringas und mit Liudas Mockūnas und gab Solokonzerte. Sein erstes Soloalbum J. Brodsky in Memoriam, das er 2003 im Eigenverlag veröffentlichte, war von der Poesie des Dichters Joseph Brodsky inspiriert. Bei seinen Auftritten lässt er sich häufig von Poesie, Theater und Tanz inspirieren. Seit 1994 ist er Kernmitglied der Dainius Pulauskas Group. Er ist auch auf Alben von AccoSax Freeminded Trio, Modest Trio, Trio Infiltrators, Veronika ChiChi Quintet, Vytautas Labutis Octet und dem Milasius Power Trio zu hören.
Gotesmanas ist zudem als Interpret Neuer Musik tätig; so führte er Werke von Komponisten wie Horațiu Rădulescu, Anatolijus Šenderovas, Faustas Latenas und Sarunas Nakas auf. Weiterhin verfasste er Szenarien für Musik-Performances sowie Installationen und komponierte Bühnenmusiken für das Theater. Außerdem trat er als Klezmermusiker in Werner Herzogs Spielfilm „Invincible – Unbesiegbar“ (2001) und in Edward Zwicks „Unbeugsam“ (2008) auf.
Als Hochschullehrer ist Gotesmanas im Popularmusik-Studiengang an der Litauischen Musik- und Theaterakademie tätig.

## Diskographische Hinweise
- Petras Vysniauskas / Arkadij Gotesman: Lithuania (ITM 1990)
- Vyacheslav Ganelin / Petras Vysniauskas / Arkadi Gotesman: Trio Alliance (Leo Records 1998)
- Charles Gayle, Dominic Duval, Arkadijus Gotesmanas: Our Souls: Live in Vilnius (NoBusiness Records 2009)
- Martin Küchen, Mark Tokar, Arkadijus Gotesmanas: Live at Vilnius Jazz Festival (NoBusiness Records 2016)
- Nate Wooley, Liudas Mockūnas, Barry Guy, Arkady Gotesman: Nox (NoBusiness Records 2020)